# フレーバー (素粒子)
素粒子物理学において、フレーバー (flavor) とはクォークとレプトンの種類を意味する。また、これらの素粒子の種類を分類する量子数としても定義される。

## 概要
「フレーバー」と言う語は、ハドロンのクォークモデルの中で1968年に初めて使われた。クォークモデルが提唱された当初、フレーバーはアップ、ダウンおよびストレンジの3つのクォークを区別する量子数として導入された。しかし、第4のクォークであるチャームクォークが理論的に予想された後に発見され、さらにボトムクォーク、トップクォークが発見された。そのため、これは量子数ではなく単にクォークとレプトンの種類を指す用語となった。（「量子数としてのフレーバー」は#フレーバー量子数の節を参照）
クォークおよびレプトンのフレーバーは、現在6種類ずつ発見されている。クォークはアップ、ダウン、ストレンジ、チャーム、ボトムおよびトップの6種類が存在し、それぞれアップ-ダウン、チャーム-ストレンジ、トップ-ボトムで弱アイソスピンによる対を形成している。このそれぞれの対を世代という。すなわちアップ-ダウン対を第1世代、チャーム-ストレンジ対を第2世代、トップ-ボトム対を第3世代という。
レプトンには電子、ミュー粒子、タウ粒子、電子ニュートリノ、ミューニュートリノ、タウニュートリノの6種類が存在し、それぞれ電子-電子ニュートリノ、ミュー粒子-ミューニュートリノ、タウ粒子-タウニュートリノで弱アイソスピンによる対を形成している。クォークと同様に電子-電子ニュートリノ対を第1世代、ミュー粒子-ミューニュートリノ対を第2世代、タウ粒子-タウニュートリノ対を第3世代という。
弱い相互作用の入った標準理論や大統一理論などの理論の枠組では、弱アイソスピンと世代でフレーバーが表現されるため、しばしばフレーバーと世代は区別されずに用いられる。
量子色力学においては大局的対称性であるフレーバー対称性が存在するために、フレーバー量子数は保存量となる。
一方、標準模型の一部をなす電弱理論においてはこの対称性は破れており、クォークやレプトンの崩壊を引き起こす。
レプトンの世代に関するフレーバー量子数は標準模型の範囲内では保存量であるが、
ニュートリノ振動の観測により、レプトンの世代に関するフレーバー量子数は保存されないことが分かっている。
この事実は標準模型を拡張する必要性を端的に示すものであり、非常に重要な観測結果である。

## 定義
もし、同一の相互作用を持つ二つ以上の粒子が存在すれば、それらは物理作用をせずに交換されうる。これら二つの粒子のどんな（複素）線形結合も、それらが互いに直交または垂直である限り、同じ物理を与える。言い換えれば、この理論は{\displaystyle M\left({u \atop d}\right)}のような対称性変換を持つ。ここで、uおよびdは二つの場でMは単位行列式を持つ任意の2 × 2ユニタリ行列である。このようなリー群からの行列はSU(2)と呼ばれる（特殊ユニタリ群参照）。これはフレーバー対称性の例である。

## フレーバー量子数

### レプトン
全てのレプトンはレプトン数 L = 1 を持つ。また、レプトンは弱アイソスピン T3 を持ち、その値は三つの荷電レプトン（電子、ミュー粒子およびタウ粒子）で −1⁄2、三つの対応するニュートリノで +1⁄2 である。反対符号の T3 を持つ荷電レプトンとニュートリノの各二重項は、それぞれレプトンの一つの世代を構成する。加えて、弱超電荷 YW と呼ばれる量子数が定義される。その値は、全ての左巻きレプトンで −1 である。弱アイソスピンおよび弱超電荷は標準模型においてゲージ化されている。
単純に六つのレプトンそれぞれに、六つのフレーバー量子数を割り当てることもできる。粒子がある特定のレプトンであるときにのみ +1 となるような（そしてその反粒子であるときは−1となるような）量子数、すなわち電子数、ミュー粒子数、タウ粒子数、および電子、ミュー、タウニュートリノ数である。これらの量子数は電磁相互作用においては保存するが、弱い相互作用においては保存しない。そのため、上のようなフレーバー量子数はそれほど役立つものではなく、各世代にそれぞれ一つ割り当てた量子数の方が有用である。すなわち、電子レプトン数（電子および電子ニュートリノに対して +1 となる量子数）、ミュー粒子レプトン数（ミュー粒子とミューニュートリノに対して +1）、およびタウ粒子レプトン数（タウ粒子とタウニュートリノに対して +1）の3種類の量子数である。標準模型の範囲内では、これら三つの量子数は保存量である。しかしながら標準模型を拡張した場合、これら三つの量子数は一般には保存されない。実際に、ニュートリノ振動により三つの量子数が混ざりあうことが観測されている。ニュートリノの混合の強さは、ポンテコルボ・牧・中川・坂田行列（PMNS行列）と呼ばれる行列で特定することができる。

### クォーク
全てのクォークはバリオン数B = 1⁄3を持つ。加えて、それらは弱アイソスピンT3 = ±1⁄2を持つ。正のT3クォーク（アップ、チャームおよびトップクォーク）はアップ型クォークと呼ばれ、負のT3クォークはダウン型クォークと呼ばれる。アップ型およびダウン型クォークの各二重項は、クォークの一つの世代を構成する。
クォークは以下のフレーバー量子数を持つ:
- アイソスピン: アップクォークでI3 = 1⁄2、ダウンクォークでI3 = −1⁄2。
- ストレンジネス (S): ストレンジクォークで−1。マレー・ゲルマンによって導入された。
- チャーム (C): チャームクォークで+1。
- ボトムネス (B′): ボトムクォークで−1。
- トップネス  (T): トップクォークで+1。

これらは電磁相互作用および強い相互作用で保存される（弱い相互作用では保存されない）ので、有用な量子数である。これらから派生的に次の量子数を構成できる：
- 超電荷 (Y): Y = B + S + C + B′ + T
- 電荷: Q = I3 + 1⁄2Y（中野・西島・ゲルマンの法則を参照）

任意のフレーバーのクォークはハミルトニアンの弱い相互作用部分の固有状態である。そして、それは明確な方法でウィークボソンと相互作用する。反対に、固定質量のフェルミ粒子（ハミルトニアンの力学相互作用および強い相互作用部分の固有状態）は、通常さまざまなフレーバーの重ね合わせである。その結果、ある量子状態に含まれるフレーバーは、自由伝播する形で変化しうる。フレーバーからクォーク質量の基盤への変換は、いわゆるカビボ-小林-益川行列（CKM行列）によって与えられる。この行列はニュートリノのPMNS行列と類似して、クォークの弱い相互作用におけるフレーバー変換の強度を定義する。
CKM行列は、少なくとも三世代が存在する場合は、CP対称性の破れを許容する。

### 反粒子およびハドロン
フレーバー量子数は加法的である。それゆえ、反粒子はその対応する粒子と大きさが同じで符号が反対のフレーバーを持つ。ハドロンはそれらを構成する価クォークからそれらのフレーバー量子数を継承する。これはクォークモデルにおける粒子分類の基本である。超電荷、電荷および他のフレーバー量子数の間の関係はクォークについてと同じようにハドロンについても有効である。

## 量子色力学
フレーバー対称性はカイラル対称性に密接に関連している。この節ではカイラリティに関係するフレーバーの話題を扱う。
量子色力学では、クォークは六つのフレーバーを持ち、それらのクォークの質量はそれぞれ異なっている。その結果、それらは厳密には互いに交換可能ではない。アップおよびダウンフレーバーのクォークはほぼ等しい質量を持ち、これら二つのクォークは理論上、近似的なSU(2)対称性（アイソスピン対称性）を持つ。ある環境の下では、同じ質量を持つためのNfフレーバーを導入することで、有効なSU(Nf) フレーバー対称性を得ることができる。
ある環境下では、クォークの質量は完全に無視することができる。その場合、クォークの各フレーバーはカイラル対称性を持つ。その時、各クォーク場の左巻きおよび右巻き部分について独立にフレーバー変換を施すことができる。このフレーバー群はカイラル群SUL(Nf) × SUR(Nf)である。
もし全てのクォークが等しい質量を持つなら、その時このカイラル対称性は、クォークの両方のヘリシティへの同じ変換を適用する対角フレーバー群の"ベクトル対称性"について破れている。このような対称性の減少は明示的対称性の破れと呼ばれている。明示的な対称性の破れの大きさはQCDにおけるカレントクォーク質量によって制御される。
クォークの質量がない場合でも、理論の真空がカイラル凝縮を含むとすれば、カイラルフレーバー対称性は自発的に破れる。（低エネルギーQCDにおいて破れるように。）これは、QCDでは価クォーク質量としてよく現れるクォークの有効質量を生じる。

### QCDの対称性
実験の解析によって、クォークのより軽いフレーバーのカレントクォーク質量はQCDスケールΛQCDよりかなり小さいことが分かっている。それゆえ、カイラルフレーバー対称性はアップ、ダウンおよびストレンジクォークについてのQCDへの良い近似である。カイラル摂動理論およびそれより単純であるカイラルモデルの成功はこの事実から生じている。クォークモデルから引き出される価クォーク質量はカレントクォーク質量よりもかなり大きい。このことは、QCDでは、カイラル凝縮の形成についての自発的カイラル対称性の破れが生じることを示唆している。他のQCDの位相は、また別の方法でカイラルフレーバー対称性を破りうる（クォーク物質を参照）。

## 保存則
次のフレーバー量子数は完全に保存する：
- 電荷 (Q)
- バリオン数 (B)
- レプトン数 (L)

いくつかの理論では、バリオン数およびレプトン数の差（B − L）が保存している場合、個別のバリオン数およびレプトン数の保存は破れるうる（カイラルアノマリー参照）。他のフレーバー量子数はすべて電弱相互作用で破れているが、強い相互作用ではすべてのフレーバーは保存する。